# 羅克羅鎮區 (阿肯色州普雷里縣)
羅克羅鎮區（英語：Roc Roe Township）是位於美國阿肯色州普雷里縣的一個行政鎮區。

## 地方資料
羅克羅鎮區的面積為83.46平方千米，當中陸地面積為79.39平方千米，而水域面積為15.71平方千米。根據2010年美國人口普查的數據，當地共有人口64人，而人口密度為每平方千米0.77人。